# 德里加爾斯基山 (赫德岛)
53°2′S 73°23′E / 53.033°S 73.383°E
德里加爾斯基山（德語：Mount Drygalski），是南極洲的山峰，位於澳大利亞海外領地赫德島西北部，處於阿特拉斯灣東南面1.3公里，海拔高度210米，在1902年由德國探險隊繪入地圖。